# Schatzgräber hadművelet

A Ferenc József-föld térképe

A Schatzgräber hadművelet német katonai akció volt a második világháborúban, amelynek célja egy  meteorológiai állomás működtetése volt az északi-sarki területen.
A második világháborúban szembenálló feleknek létfontosságú volt, hogy pontos időjárási előrejelzésekhez jussanak. Az Északnyugat-Európa és Skandinávia időjárását meghatározó meteorológiai rendszerek általában nyugatról, északnyugatról érkeznek, ezért a legjobban a sarki területeken – Grönland, Jan Mayen-sziget, Izland, Spitzbergák – működő állomások tudják előrejelezni a változásokat. A németek számára elengedhetetlen volt, hogy megbízható meteorológiai jelentésekhez jussanak a térségből.
A Schatzgräber hadművelet keretében a németek a Ferenc József-földön állítottak fel meteorológiai állomást 1943-44 telén. A legénység tíz főből állt, közülük többen, akárcsak a Kreuzritter hadműveletben, a tábor védelméért felelős katonák voltak. A tudományos vezető Walter Drees, a katonai irányító Alfred Makus hadnagy volt. A felszerelést és a legénységet a Kehdingen halászhajó vitte a helyszínre. A misszió a kitűzöttnél később indult el, mert a felszerelés jelentős része megsemmisült egy Kiel elleni szövetséges légitámadásban.
A Kehdingen 1943. szeptember 5-én futott ki Kielből. Útján az U–387-es kísérte, amely Tromsø-ből indult. A Ferenc József-földet szeptember 22-én érték el. A felszerelést motor- és mentőcsónakokon hordták a partra, majd az előregyártott elemekből felállították a barakkot, és építettek egy depót is. Szeptember 30-án a halász- és a búvárhajó is kifutott. Október 15-én megkezdték a meteorológiai megfigyeléseket, majd november 16-án a rendszeres rádiósugárzás is megindult. Komoly gondot okozott, hogy a berakodáskor nem készült megfelelő feljegyzés a ládák elhelyezkedéséről és tartalmáról, így ez folyamatosan zavarokat okozott. Bärenfelsnél vészhelyzeti raktárt állítottak fel a parton, majd később a tengertől távolabbra helyezték át. A misszió május 17-én és 27-én légi utánpótlást kapott.

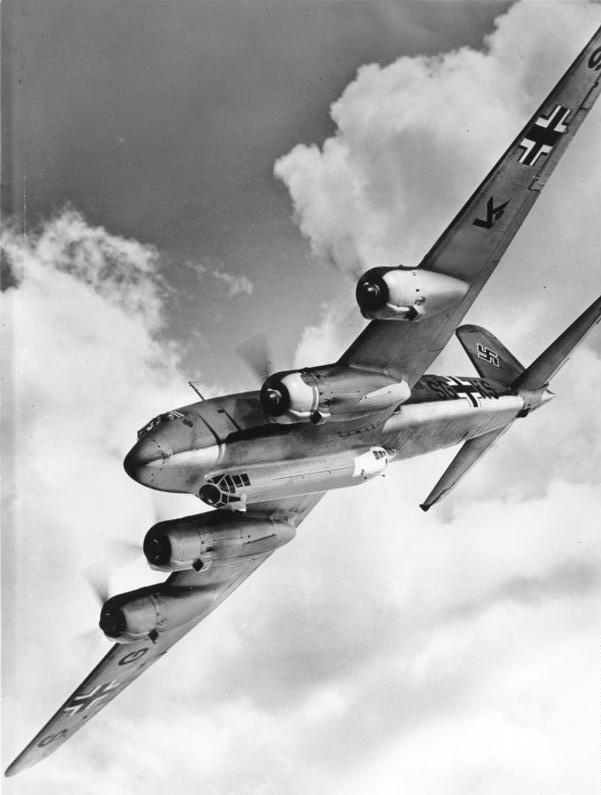
Egy Focke-Wulf 200-as

Május 30-án lelőttek egy medvét, és húsa egy részét nyersen, tatárbifsztekként fogyasztották el. Ettől kilencen megbetegedtek, hetüknek magas láza volt. Egyetlen ember maradt egészséges, aki nem evett a húsból. A helyzetről rádiójelentést küldtek Oslóba, ahol az egészségügyi hatóságok megállapították, hogy trichinellosis, egy paraziták által terjesztett betegség ütötte fel a fejét. A jég miatt a tengeri evakuálás lehetetlen volt, ezért arra utasították az állomás legénységét, hogy készítsenek egy 1600 méter hosszú leszállópályát. Úgy számoltak, hogy ha ezt a hóolvadás megakadályozza, akkor ejtőernyővel ledobják Dr. Rolf Wendtet. Szükség esetére Marseille-ből északra rendeltek egy különleges hidroplánt, abban bízva, hogy találnak kellően nagy tengerfelületet a landoláshoz. Bonyolította a helyzetet, hogy Walter Drees mentálisan kiegyensúlyozatlan lett, és visszautasította a segítséget, ezért Alfred Makus vette át a bázis irányítását.
A gyengélkedő legénység készített egy 650 méter hosszú pályát, de az első repülő, egy Fw 200-as július 7-én nem próbált meg leszállni rá, mert a pilóta túl rövidnek találta. Helyette egy közeli, de előkészítetlen pályán landolt, de a gép egyik kereke súlyosan megrongálódott, és a repülő belesüllyedt a sárba. Július 9-én egy Bv 222-es ledobott egy kereket a repülőhöz. A pilóta és az állomás legénysége kicserélte a kereket, majd a gépet szilárd talajra vontatta. Elkészítettek egy 550 méter hosszú pályát, és a nagyon beteg embereket hordágyon vitték a helyszínre az öt kilométerre fekvő állomásról.
A mentálisan zavart Drees ellenállt az evakuálásnak, és az embereit sem akarta elengedni. Négy emberét árulásért ki akarta végezni, majd késsel támadt egyik bajtársára. Injekcióval lecsendesítették. Később, hirtelen teljesen passzívvá válva, utolsó emberként felszállt a gépre. Július 10-én a repülő sikeresen felemelkedett, és Trondheimbe szállította a beteg embereket, ahonnan Oslóba irányították át őket. Valamennyien felépültek a betegségből.